# WinPcap
WinPcap es la herramienta estándar de la industria para acceder a la conexión entre capas de red en entornos Windows. Permite a las aplicaciones capturar y trasmitir los paquetes de red puenteando la pila de protocolos; y tiene útiles características adicionales que incluyen el filtrado de paquetes a nivel del núcleo, un motor de generación de estadísticas de red y soporte para captura de paquetes 
WinPcap consiste en un controlador, que extiende el sistema operativo para proveer acceso de red a bajo nivel, y una biblioteca que se usa para acceder fácilmente a las capas de red de bajo nivel. Esta biblioteca también contiene la versión de Windows de la bien conocida API de Unix, libpcap.
Gracias a este conjunto de características, WinPcap es el motor de captura de paquetes y filtrado de muchas de las herramientas de red comerciales y de código abierto, incluyendo analizadores de protocolos, monitores de red, sistemas de detección de intrusos de red, sniffers, generadores de tráfico y network testers. Algunas de estas herramientas, como Ethereal, Nmap, Snort y stop, son conocidas y usadas a lo ancho de la comunidad.
Esta biblioteca es indispensable para el correcto funcionamiento de programas como Windump, Project URL Snooper o el Wireshark (antes conocido como Ethereal).